# Diyarbakırspor
Diyarbakırspor je turski nogometni klub iz Diyarbakira, grada na jugoistoku Turske. Klub je nastupao u turskoj drugoj ligi (TFF Prva liga), te je nakon 2. mjesta u toj ligi (sezona 2008./09) promoviran u najviši razred turskog nogometa - Süper Lig (turska prva liga).
Klub je osnovan 1968. te svoje domaće utakmice odigrava na Stadionu Diyarbakır Atatürk, kapaciteta oko 15.000 gledatelja.
Diyarbakırspor nastupao je deset sezona u turskoj prvoj ligi, a najbolji rezultat u klupskoj povijesti je 5. mjesto (sezona 1978./79).
2008. godine, klubu je oduzeto 6 bodova. Razlog tome je što klub nije platio 189.879 eura bosanskome igraču Borislavu Mikiću (naknada od transfera). Ta odluka kasnije je ukinuta.
Klub 2006. iz prve pada u drugu tursku ligu.  U prvu ligu klub se vraća 2009. nakon dobrih rezultata u drugoj ligi. Za povratak u elitni razred bila je važna utakmica s Manisasporom (3. svibnja 2009.) koja je završila rezultatom 1:1. Nakon te utakmice oba kluba izborili su plasman u prvu ligu.

## Povijest
24. lipnja 1968. dva lokalna rivala i amaterska kluba Diclespor i Yildizspor zajedno su se ujedinili te je stvoren klub Diyarbakirspor. Dresovi nove momčadi koristili su boje oba kluba. Zelena boja preuzeta je od Diclespora a crvena od Yildizspora.

## Stadion
Stadion Diyarbakır Atatürk (tur. Diyarbakır Atatürk Stadı) višenamjenski je stadion Diyarbakirspora. Stadion ima kapacitet od 15.00 gledatelja te se većinom koristi za odigravanje nogometnih utakmica. Diyarbakır Atatürk stadion izgrađen je 1960. godine.

## Sudjelovanje u prvenstvima
| Süper Lig (1. liga) | TFF Prva liga (2. liga) | 3. liga   |
| ------------------- | ----------------------- | --------- |
| 1977./78.           | 1976./77.               | 1968./69. |
| 1978./79.           | 1980./81.               | 1969./70. |
| 1979./80.           | 1982./83.               | 1970./71. |
| 1981./82.           | 1983./84.               | 1971./72. |
| 1986./87.           | 1984./85.               | 1972./73. |
| 2001./02.           | 1985./86.               | 1973./74. |
| 2002./03.           | 1987./88.               | 1974./75. |
| 2003./04.           | 1988./89                | 1975./76  |
| 2004./05.           | 1989./90.               |           |
| 2005./06.           | 1990./91.               |           |
| 2009./10.           | 1991./92.               |           |
|                     | 1992./93.               |           |
|                     | 1993./94.               |           |
|                     | 1994./95.               |           |
|                     | 1995./96.               |           |
|                     | 1996./97.               |           |
|                     | 1997./98.               |           |
|                     | 1998./99.               |           |
|                     | 1999./00.               |           |
|                     | 2000./01.               |           |
|                     | 2006./07.               |           |
|                     | 2007./08.               |           |
|                     | 2008./09.               |           |

## Vanjske poveznice
- Službena stranica kluba
- Fan stranica kluba